# Дом Локхида
Дом Ло́кхида (англ. Lougheed House) построен в 1891 г. и был изначально известен как «Болье» (с фр. — «красивое место»), а в настоящее время является национальной исторической достопримечательностью. Находится в квартале Белтлайн в Калгари (Альберта). Домом Локхида управляет Общество охраны дома Локхида — независимая некоммерческая организация, целью которой является восстановление и общественное использование исторического дома и сада.
За свою долгую историю дом Локхида был семейным домом, образовательным центром для молодых женщин, женскими военными казармами и донорской амбулаторией. Впоследствии он оставался пустующим многие годы, пока в 2000 г. не началась его реставрация.